# Luisa Aiani
Luisa Aiani Galfetti Parisi (Cantù, 1914 – Como, 21 giugno 1990) è stata un'architetta e designer italiana.

## Biografia
Nata a Cantù nel 1914, da una famiglia di orafi e orologiai, Luisa Aiani, dopo gli studi nella città natale, si diploma in tedesco a Wiesbaden, nel 1939. Diplomata crocerossina nel 1938, nel 1940 lavora come infermiera volontaria per la Croce Rossa Italiana, all'ospedale militare di Lucca. Si imbarca sulla nave ospedale Po, che fa naufragio dopo essere stata silurata nel marzo 1940, nel Golfo di Valona. A seguito di questi eventi le viene conferita la medaglia di bronzo al valor militare e l'ancora d'argento della Marina Militare Italiana.
Ritornata a Como, inizia a lavorare nel settore del design di interni e nelle esposizioni di arredi. Nell'ambiente milanese dei movimenti e collettivi d'avanguardia viene in contatto con Alta Quota, a cui appartengono Ico Parisi, più giovane di Luisa Aiani di due anni, e gli architetti Fulvio Cappelletti, Silvio Longhi e Giovanni Galfetti (nipote del titolare omonimo di un laboratorio di ebanisteria). Luisa Aiani sposa Galfetti durante la guerra e inizia a disegnare una serie di complementi d'arredo. Subito dopo il matrimonio Giovanni, ufficiale aviatore, viene chiamato in Cirenaica e abbattuto con il suo aereo sopra Tripoli, nel gennaio 1943. Nello stesso anno Luisa Aiani si diploma al Liceo Artistico di Brera e si iscrive al Politecnico di Milano, senza mai conseguire la laurea.  
A guerra finita, collabora con Ico Parisi alle prime due mostre sull'arredamento, quella del Broletto a Como, nel 1945, e la successiva nel 1946  alla Galleria del Sagrato a Milano. Nel 1947 Luisa si sposa con Ico Parisi e l'anno successivo, a Como, aprono insieme lo studio La Ruota (inaugurato con una mostra di disegni di Umberto Boccioni e chiuso definitivamente nel 1995), che fungeva sia da sala espositiva che da laboratorio, dove la coppia esponeva e vendeva le proprie creazioni (dalla produzione di ceramiche, gioielli e oggetti in vetro a mobili e accessori per la casa) accanto a sculture di artisti come Bruno Munari.
Luisa Aiani e Ico Parisi realizzano mobili che vengono spesso pubblicati su Domus, a Ico Parisi spettava la parte progettuale, mentre Luisa Aiani curava la promozione e la commercializzazione degli arredi, la scelta dei tessuti e forniva consigli sui loro dettagli. La partecipazione di Luisa e Ico alla mostra organizzata nel 1948 da Fede Chieti, nella propria casa di Via Manzoni 23 a Milano, costituisce un momento decisivo della loro carriera professionale. In seguito, infatti, Ico Parisi ottiene importanti incarichi come, ad esempio, la progettazione dello spazio espositivo per la Mostra del Giornalismo (Milano, 1948) e la prima Fiera de Bergamo (Bergamo, 1950). Tuttavia, una delle collaborazioni più fruttuose del duo, negli anni Cinquanta, fu quella con Cassina; tra i mobili disegnati per l'azienda spicca senza dubbio la Poltrona Uovo 813 (1957), che si aggiudica la medaglia d'oro alla mostra Colori e Forme Nelle Casa d'Oggi (Como, 1957); la sedia 691 e la sedia Conca 839 (1955), entrambe finaliste al concorso Compasso d'Oro dello stesso anno; Divano 812 (1953). In generale, tutti i progetti per Cassina sono caratterizzati da nudità strutturale e tensioni curvilinee della forma, concepite da Ico Parisi, a cui Luisa aggiunge il suo gusto nell'accostare colori e scegliere i tessuti. Per la sua competenza, viene coinvolta da Adele Cassina alla ricerca di oggetti e complementi d’arredo per completare l'esposizione del negozio Cassina di Roma (progettato da Ico Parisi). 
Luisa Aiani è morta a Como il 21 giugno 1990.